# Introducing the Hardline According to Terence Trent D'Arby
| Recensione                    | Giudizio       |
| ----------------------------- | -------------- |
| AllMusic                      |                |
| Encyclopedia of Popular Music |                |
| The Rolling Stone Album Guide |                |
| Ondarock                      | Pietra miliare |

Introducing the Hardline According to Terence Trent D'Arby è il primo album in studio del musicista e cantante statunitense Terence Trent D'Arby, pubblicato nel luglio 1987 dalla Columbia Records.

## Tracce
Testi e musiche di Terence Trent D'Arby, eccetto dove indicato.
1. If You All Get to Heaven – 5:17
2. If You Let Me Stay – 3:14
3. Wishing Well – 3:30 (D'Arby, Sean Oliver)
4. I'll Never Turn My Back on You (Father's Words) – 3:37
5. Dance Little Sister – 3:55
6. Seven More Days – 4:32
7. Let's Go Forward – 5:32
8. Rain – 2:58
9. Sign Your Name – 4:37
10. As Yet Untitled – 5:33
11. Who's Lovin' You – 4:24 (William "Smokey" Robinson)

## Vendite e successo
Il disco, grazie anche a una sfacciata campagna di marketing in cui il cantante paragonò il suo lavoro di debutto a Sgt. Pepper's dei Beatles, esordì al primo posto della classifica britannica con un milione di copie vendute in soli tre giorni. Terence Trent D'Arby, autore e polistrumentista, per via del suo talento, ispirò fervidi confronti con i maggiori nomi dell'epoca - Michael Jackson e Prince - fino ad essere associato ad alcuni dei più influenti capostipiti della musica: Sam Cooke, James Brown e Jimi Hendrix.
Grazie alle hit Wishing Well (UK #4), If You Let Me Stay (#7) e Sign Your Name (#2), il disco debuttò al primo posto nel Regno Unito e tornò in cima alla classifica diversi mesi dopo per sette settimane. Negli Stati Uniti il riscontro iniziale fu più tiepido, fino a quando l'album non riuscì a conquistare la quarta posizione della Billboard 200, spinto dal singolo Wishing Well, arrivato primo nella Billboard Hot 100 circa un anno dopo la pubblicazione del disco. L'album è stato premiato con il BRIT Award al miglior esordiente internazionale e con il Grammy Award alla migliore performance vocale maschile R&B.

## Classifiche

### Classifiche settimanali
| Classifica (1987/88) | Posizione massima |
| -------------------- | ----------------- |
| Australia            | 1                 |
| Austria              | 4                 |
| Canada               | 4                 |
| Francia              | 8                 |
| Germania             | 4                 |
| Italia               | 3                 |
| Norvegia             | 4                 |
| Nuova Zelanda        | 2                 |
| Paesi Bassi          | 2                 |
| Regno Unito          | 1                 |
| Spagna               | 2                 |
| Stati Uniti          | 4                 |
| Stati Uniti (R&B)    | 1                 |
| Svezia               | 5                 |
| Svizzera             | 1                 |

### Classifiche di fine anno
| Classifica (1987) | Posizione |
| ----------------- | --------- |
| Francia           | 10        |
| Regno Unito       | 16        |
| Svizzera          | 7         |
| Classifica (1988) | Posizione |
| Australia         | 8         |
| Austria           | 12        |
| Germania          | 9         |
| Italia            | 5         |
| Paesi Bassi       | 9         |
| Regno Unito       | 8         |
| Spagna            | 7         |
| Stati Uniti       | 11        |
| Svizzera          | 8         |